# Sablatnigmoor
Sablatnigmoor (słoweń. Zablaško blato) – obszar chroniony (niem. Naturschutzgebiet) o powierzchni ok. 100 ha obejmujący podmokłe łąki trzęślicowe, starorzecza i lasy bagienne, znajdujący się w dwujęzycznej gminie Eberndorf (słoweń. Dobrla vas) w Karyntii, w południowej Austrii, ok. 25 km na południowy wschód od Klagenfurtu, w pobliżu granicy ze Słowenią.
Od 1992 roku Sablatnigmoor stanowi obszar wodno-błotny o znaczeniu międzynarodowym konwencji ramsarskiej, natomiast od 1995 roku funkcjonuje również w ramach sieci obszarów chronionych Natura 2000.

## Charakterystyka

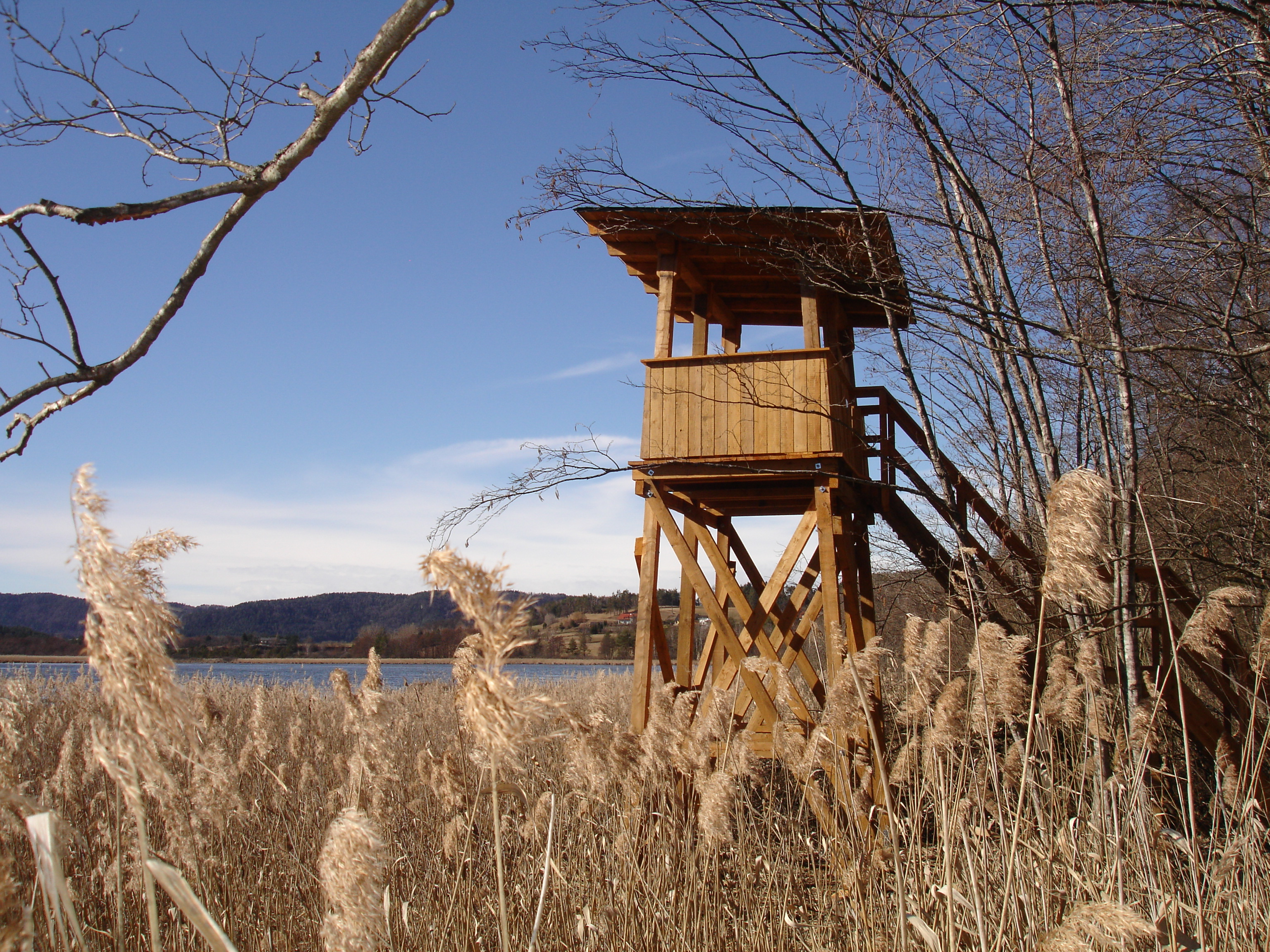
Wieża widokowa na bagnach Sablatnigmoor (2008)

Sablatnigmoor jest znajdującym się w polodowcowej kotlinie obszarem podmokłym okresowo wypełniającym się wodą, obejmującym różnorodne zbiorowiska roślinne i siedliska, z których największy obszar zajmują łąki trzęślicowe, starorzecza i lasy bagienne. Oprócz nich występują tutaj również ziołorośla górskie i nadrzeczne, torfowiska zasadowe, nakredowe, przejściowe i trzęsawiska, a także łąki świeże użytkowane ekstensywnie.
Na początku XX wieku spiętrzono wody potoku Lanzendorfer, odpływu pobliskiego jeziora Turnersee, w celu stworzenia stawu rybnego. Działał on do lat 80. XX wieku i od tego czasu stopniowo zarasta, zaś obszar Sablatnigmoor służy jako naturalny system magazynowania wody.

### Flora
Na obszarze bagna Sablatnigmoor występuje wiele rzadkich gatunków zwierząt i roślin. Obecnych jest tu 6 gatunków roślin owadożernych – 3 gatunki pływaczów (Utricularia sp.), 2 gatunki rosiczek (Drosera sp.) oraz tłustosz pospolity (Pinguicula vulgaris). Pozostałości stawu porasta rdest ziemnowodny (Persicaria amphibia) oraz gatunki z rodzaju rdestnica (Potamogeton) i wywłócznik (Myriophyllum). Rośnie tu rzadki lipiennik Loesela (Liparis loeselii), zachylnik błotny (Thelypteris palustris), tojeść bukietowa (Lysimachia thyrsiflora), czarcikęs łąkowy (Succisa pratensis), wełnianeczka alpejska (Trichophorum alpinum), wełnianka wąskolistna (Eriophorum angustifolium), kukułka krwista (Dactylorhiza incarnata), kruszczyk błotny (Epipactis palustris) i goryczka wąskolistna (Gentiana pneumonanthe). Na młakach występuje kłoć wiechowata (Cladium mariscus).

### Fauna

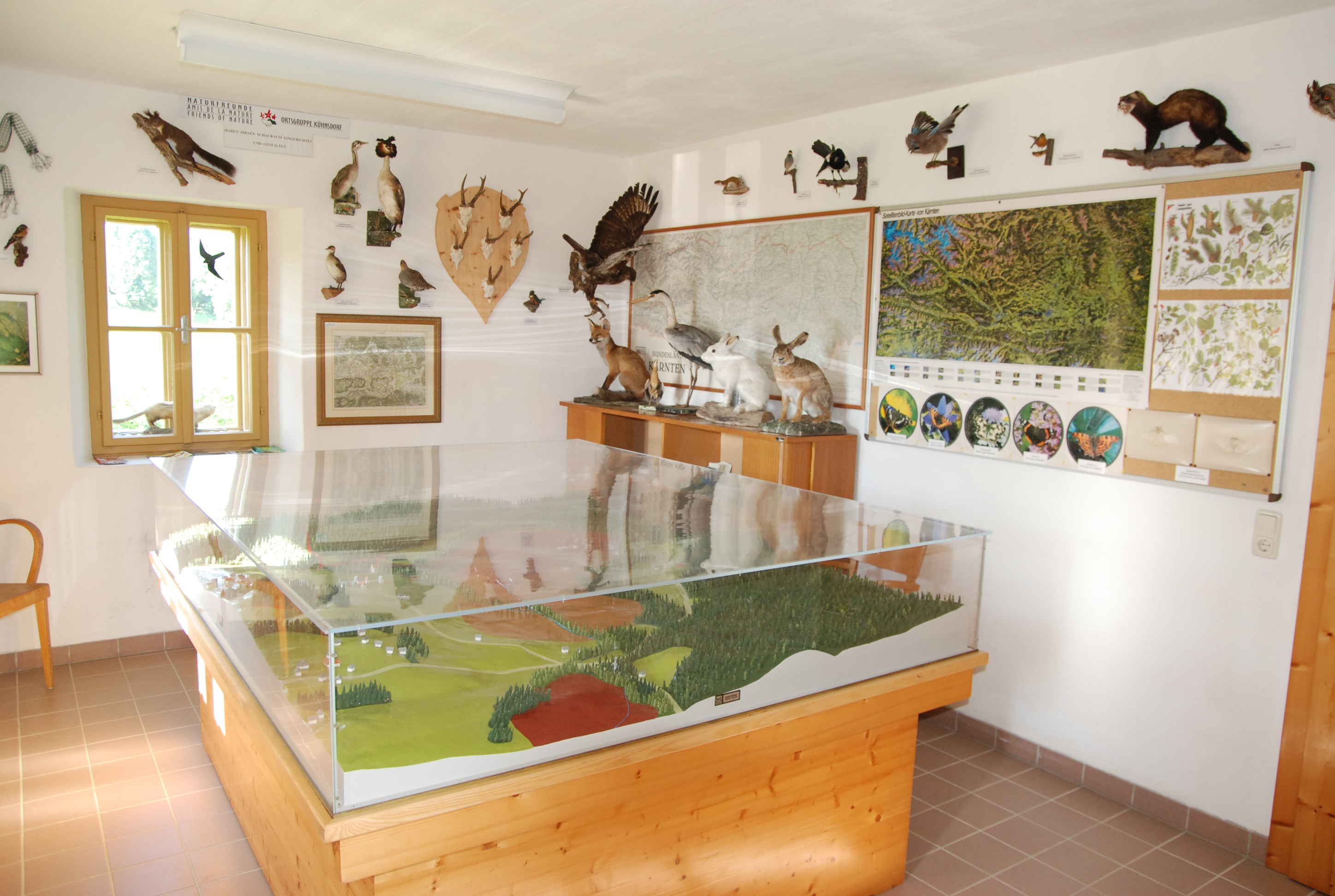
Ekspozycja poświęcona obszarowi chronionemu znajdująca się w Muzeum Tomarkeusche (2008)

Na obszarze Sablatnigmoor wykazano występowanie ponad 1700 gatunków zwierząt, w tym ponad 400 gatunków motyli, takich jak np. modraszek nausitous (Phengaris nausithous) i krasopani hera (Euplagia quadripunctaria) oraz ok. 30 gatunków ważek, w tym świtezianka błyszcząca (Calopteryx splendens), świtezianka dziewica (Calopteryx virgo), zalotka większa (Leucorrhinia pectoralis), żagnica ruda (Anaciaeschna isosceles) oraz miedziopierś żółtoplama (Somatochlora flavomaculata).
Staw zamieszkuje podgatunek wolterstorffi żaby moczarowej (Rana arvalis) oraz kumak górski (Bombina variegata), a także rzadka i zagrożona wyginięciem skójka gruboskorupowa (Unio crassus).
Teren torfowiska jest miejscem występowania ponad 150 gatunków ptaków. Żyją tu m.in. głowienka (Aythya ferina) i zimorodek (Alcedo atthis), a także gąsiorek (Lanius collurio) i bączek (Ixobrychus minutus). Ptaki wędrowne reprezentują m.in. perkoz dwuczuby (Podiceps cristatus), czapla nadobna (Egretta garzetta), czapla purpurowa (Ardea purpurea), bąk (Botaurus stellaris), warzęcha (Platalea leucorodia), bielik (Haliaeetus albicilla) oraz narażony na wyginięcie kobczyk (Falco vespertinus). Występują tu też dudek (Upupa epops), pokląskwa (Saxicola rubetra), kobuz (Falco subbuteo), wodnik (Rallus aquaticus), czernica (Aythya fuligula), krakwa (Mareca strepera) i cyraneczka (Anas crecca).